# Иделер, Карл Вильгельм
Карл Вильгельм Иделер (нем. Karl Wilhelm Ideler, 25 октября 1795 — 29 июля 1860) — немецкий психиатр, племянник астронома Людвига Иделера.

## Биография
Карл Вильгельм Иделер родился 25 октября 1795 года. Ученик Иоганна Готтфрида Лангермана. 
Профессор «душевных болезней» и директор психиатрической клиники при Берлинском университете с 1840 года до самой своей смерти. Ему принадлежит множество статей и отдельных сочинений по психиатрии, в том числе руководство «Grundriss der Seelenheilkunde»), появившееся в 1838 году. 
По своим воззрениям на заболевания психики он был одним из представителей так называемой психической, другими словами спиритуалистической школы; хотя он не отрицал значения мозга для душевной деятельности, но в помешательстве он видел преимущественно заблуждение духа и отчасти последствия необузданных страстей. По мнению русского психиатра П. Я. Розенбаха, «Благодаря такому ненаучному направлению его трудов, они не имели существенного значения для развития психиатрии, и в её истории он не играет какой-либо серьёзной роли».
Карл Вильгельм Иделер умер 29 июля 1860 года в городке Кумлозен.